# Міхаель Бюскенс
Міхаель Бюскенс (нім. Michael Büskens, нар. 19 березня 1968, Дюссельдорф, Німеччина) — німецький футболіст, що грав на позиції півзахисника. Володар Кубка УЄФА, дворазовий володар Кубка Німеччини. По завершенні ігрової кар'єри — тренер.
Виступав, зокрема, за клуби «Фортуна» (Дюссельдорф) та «Шальке 04».

## Ігрова кар'єра
У дорослому футболі дебютував 1987 року виступами за команду клубу «Фортуна» (Дюссельдорф), в якій провів п'ять сезонів, взявши участь у 102 матчах чемпіонату. Більшість часу, проведеного у складі дюссельдорфської «Фортуни», був основним гравцем команди.
Своєю грою за цю команду привернув увагу представників тренерського штабу клубу «Шальке 04», до складу якого приєднався 1992 року. Відіграв за клуб з Гельзенкірхена наступні десять сезонів своєї ігрової кар'єри. Граючи у складі «Шальке» також здебільшого виходив на поле в основному складі команди.
Протягом 2000 року захищав кольори команди клубу «Дуйсбург» на правах оренди.
Завершив професійну ігрову кар'єру у другій команді «Шальке 04», за команду якого виступав протягом 2002—2005 років.

## Кар'єра тренера
Розпочав тренерську кар'єру, ще продовжуючи грати на полі, 2002 року, ставши помічником головного тренера у «Шальке 04 II». Згодом очолив дублюючий склад команди.
У березні 2009 року став головним тренером «Шальке 04», який очолював до червня, поступившись місцем Феліксу Магату.
27 грудня 2009 року очолив команду «Гройтер», з якою пропрацював чотири роки.
У 2013 році очолював тренерський штаб клубу «Фортуна» (Дюссельдорф), на чолі якого пропрацював 17 матчів.
2015 року повернувся до клубу «Гройтер» як головний тренер, проте був звільнений у тому ж сезоні.
2016 року очолював віденський «Рапід» (Відень).
2022 року став виконувачем обов'язків головного тренера німецького «Шальке 04». Під його керівництвом команда виграла Другу Бундеслігу та вийшла до елітного німецького дивізіону.

## Тренерська статистика
Станом на 6 листопада 2016
| Команда                 | З               | По                | Показники | Показники | Показники | Показники | Показники |
| Команда                 | З               | По                | І         | В         | Н         | П         | В%        |
| ----------------------- | --------------- | ----------------- | --------- | --------- | --------- | --------- | --------- |
| «Шальке 04»             | 27 березня 2009 | 23 червня 2009    | 9         | 4         | 1         | 4         | 44,44     |
| «Гройтер»               | 27 грудня 2009  | 20 лютого 2013    | 116       | 50        | 33        | 33        | 43,10     |
| «Фортуна» (Дюссельдорф) | 4 червня 2013   | 30 листопада 2013 | 17        | 5         | 4         | 8         | 29,41     |
| «Гройтер»               | 23 лютого 2015  | 28 травня 2015    | 12        | 2         | 4         | 6         | 16,67     |
| «Рапід» (Відень)        | 7 червня 2016   | 7 листопада 2016  | 25        | 11        | 8         | 6         | 44,00     |
| Усього                  | Усього          | Усього            | 179       | 72        | 50        | 57        | 40,22     |

## Титули і досягнення
- Володар Кубка УЄФА (1):

«Шальке 04»:  1996-1997
- Володар Кубка Німеччини (2):

«Шальке 04»:  2000-2001, 2001-2002